# Бардо Наталія Сергіївна
Наталія Бардо (справжнє прізвище: Наталія Сергіївна Кривозуб; нар. 5 квітня 1988, Москва, СРСР) — російська акторка, модель, телеведуча та співачка.

## Життєпис
Народилася 5 квітня 1988 року в Москві. Мешкала тільки з матір'ю. Мати займалася приватним підприємництвом, в даний час не працює. Батько — колишній легкоатлет.
У дитинстві навчалася в музичній школі по класу фортепіано, відвідувала художню школу, займалася баскетболом, ходила на балет та гімнастику.
Кінодебют відбувся у 18 років, в фільмі «Пушкін. Остання дуель».
Закінчила коледж при Банківському інституті, школи модельного бізнесу та акторської майстерності. Вступила до Банківського інституту.
У червні 2010 року змінила прізвище «Кривозуб» на «Бардо».
Закінчила Театральний інститут імені Щукіна.
З січня по липень 2007 року брала участь в телепроєкті «Дом-2».
Активно задіяна в багатьох телевізійних проектах.
Влітку 2015 року вела розважальне телешоу «Містер та Місіс ЗМІ» на «Першому каналі».
Восени 2010 року записала офіційну кавер-версію світового хіта «Alejandro» Леді Ґаґи російською мовою. З десятка перекладів продюсери Ґаґи вибрали саме її текст.

## Особисте життя
Перебувала у шлюбі з січня 2009 року по 2012 рік. Колишній чоловік — Сергій Русаков, бізнесмен який був старший за неї на 20 років.
У 2016 році в неї почались стосунки з режисером Марюсом Вайсбергом, а у травні цього ж року в пари народився син Леонард.

## Фільмографія
- 2019 — «Я заплачу завтра» — Аріна
- 2018 — «Генератор бажань» (короткометражний)
- 2018 — «Нічна зміна» (у виробництві)
- 2018 — «Сценарій» (короткометражний, у виробництві)
- 2018 — «Ульотний екіпаж» — Поліна Овечкіна
- 2017 — «Бабуся легкої поведінки» — Вікторія
- 2016 — «П'ятниця» — фея П'ятниці
- 2016 — «Останній рубіж» — Катя
- 2016 — «Кохання з обмеженнями» — Таня
- 2016 — «Сценарій» — Ліка Влажкова
- 2014 — «Анжеліка» — Уляна
- 2014 — «Рік у Тоскані» — Аня
- 2013 — «Занурення» — Христина
- 2012 — «Здивуй мене (фільм)» — Лєна
- 2012 — «Шаповалов» — Алочка
- 2010 — «Погоня за тінню» — Ольга Низова
- 2008-2012 — «Обручку» — Уляна / Ольга
- 2008 — «Проклятий рай-2» — Аліна
- 2006 — «Пушкін: Остання дуель» —Ліза
- 2006 — «Проклятий рай» — Аліна